# Un adevăr incomod
Un adevăr incomod (în engleză An Inconvenient Truth) este un film documentar din 2006, regizat de Davis Guggenheim despre campania fostului vicepreședinte al Statele Unite ale Americii Al Gore de educare a cetățenilor privind încălzirea globală printr-un amplu slide show.
Premiera filmului a avut loc la Festivalul de Film de la Sundance în 2006, iar în New York și Los Angeles, la 24 mai 2006, documentarul a fost un succes critic și de box-office, caștigând 2 premii Oscar pentru Cel mai bun film documentar și Cea mai bună melodie originală. Filmul câștigase 49 milioane de dolari din box-office-ul mondial, devenind al șaselea film documentar, cu cele mai mari-încasări, la acea data în Statele Unite.
Ideea de a documenta eforturile lui Al Gore a venit din partea producatorului Laurie David, care a văzut prezentarea acestuia la o întrunire a unei primării, privind încălzirea globală, care a coincis cu lansarea filmului The Day After Tomorrow. David a fost atat de inspirată de slide show-ul lui Gore, încât s-a întâlnit cu producătorul Lawrence Bender și cu Davis Guggenheim, pentru a discuta adaptarea prezentării într-un film.
De la lansarea filmului, An Inconvenient Truth a fost creditat pentru creșterea gradului de conștientizare publică internațională privind schimbările climatice și regenerarea unei mișcări pentru protecția mediului. Documentarul a fost inclus și în programele de știință în școli din întreaga lume, ceea ce a stimulat câteva controverse.

## Subiect
Al Gore prezintă, într-un mod foarte convingător și menit să deschidă ochii lumii, o viziune a viitorului planetei noastre și a civilizației umane. Este un semnal de alarmă care trece dincolo de mituri și idei preconcepute, pentru a transmite mesajul că încălzirea globală este un pericol prezent și real. 
"Un adevăr incomod" aduce în atenție argumentul convingător al lui Gore că trebuie să acționăm acum pentru a salva Pământul. Fiecare dintre noi poate să își schimbe modul de viață și să devină parte a soluției.

## Impactul
Documentarul a fost, în general, bine-primit politic, în multe părți ale lumii și este creditat continuu pentru creșterea gradului de conștientizare privind încălzirea globală la nivel internațional.] Filmul l-a inspirat pe producătorul Kevin Wal să conceapă în 2007 Festivalul Live Earth iar pe compozitorul italian Giorgio Battistellia l-a influențat să scrie o adaptare de operă, programată pentru premiera de la La Scala din Milano, în 2013..

### Activismul
În urma filmului, Gore a fondat în 2006 The Climate Project, care a instruit 1000 de activiști pentru a oferi prezentarea lui Gore în comunitățile lor. În prezent, grupul are 3.500 de prezentatori din intreaga lume. 
O inițiativă suplimentară a fost lansată în 2010, numită "Inconvenient Youth". "'Inconvenient Youth' este construit pe convingerea că adolescenții pot ajuta la conducerea eforturilor pentru a rezolva criza climatică", a declarat Gore. Proiectul a fost inspirat de Maria Doerr, un adolescent de 16 ani, care s-a antrenat ca prezentator pentru organizație.

### Opinia publică
Într-un sondaj din iulie 2007, realizat de 47 de țări, pe Internet, de către Compania Nielsen și Universitatea Oxford, 66% din respondenții care au văzut filmul An Inconvenient Truth au declarat că acesta le-a "schimbat punctul lor vedere ", privind încălzirea globală iar 89% au spus că au ajuns să fie mai constienți de această problemă. Trei din patru (74%) au declarat că și-au schimbat o parte din obiceiurile lor, datorită vizionării filmului.

### Utilizarea în educație
Mai multe universități și licee din întreaga lume au început să folosească filmul în curricula școlară. În Germania, Ministrul Mediului German Sigmar Gabriel a cumpărat 6.000 de DVD-uri cu filmul An Inconvenient Truth pentru a îl pune la dispoziția școlilor germane. În Spania, după o întâlnire cu Al Gore, prim-ministrul José Luis Rodríguez Zapatero a declarat că guvernul va aduce filmul la dispoziția școlilor. În Burlington, Ontario, Canada, Halton District School Board a făcut filmul disponibil în școli și ca resursă educațională.

## Muzica
Coloana sonoră a filmului An Inconvenient Truth a fost compusă de Michael Brook, fiind acompaniat la melodia de final, de interpreta Melissa Etheridge. În urma unui interviu Michael Brook afirmă că a vrut să aducă emoția exprimată în film, dar și o pauză pentru spectatori, din când în când, ținând cont și de multitudinea de informație prezentată.
Etheridge a primit în 2006, pentru piesa "I Need to wake up" Premiul Academiei, pentru Cea mai bună melodie originală. În discurs său Melissa Etheridge a declarat: Cel mai mult trebuie să-i mulțumesc lui Al Gore, pentru ca ne-a inspirat, pentru că m a inspirat, arătând că a-ți păsa de Pământ nu este Republican sau Democrat, nu e roșu sau albastru, ci e totul verde.
| Lista cântecelor |                              |         |  |
| Nr.              | Titlu                        | Lungime |  |
| 1.               | „Main Title (River View)”    | 1:23    |  |
| 2.               | „Science”                    | 2:54    |  |
| 3.               | „Prof. Revelle”              | 2:07    |  |
| 4.               | „How Could I Spend My Time?” | 2:40    |  |
| 5.               | „Katrina”                    | 1:36    |  |
| 6.               | „Election”                   | 2:58    |  |
| 7.               | „Farm, Pt. 1”                | 1:43    |  |
| 8.               | „Farm, Pt. 2”                | 3:04    |  |
| 9.               | „Airport”                    | 2:14    |  |
| 10.              | „Flood”                      | 2:15    |  |
| 11.              | „Beijing”                    | 1:21    |  |
| 12.              | „Tobacco”                    | 2:11    |  |
| 13.              | „1000 Slide Shows”           | 2:19    |  |
| 14.              | „Earth Alone”                | 3:30    |  |
| 15.              | „Best Unsaid”                | 2:40    |  |
| 16.              | „Boom”                       | 1:58    |  |
| 17.              | „Carte Noir”                 | 3:09    |  |

## Vezi și
- Live Earth
- Al Gore

## Legături externe
- An Inconvenient Truth
- An Inconvenient Truth la Allmovie
- An Inconvenient Truth la Internet Movie Database
- An Inconvenient Truth la Rotten Tomatoes
- http://www.worldchanging.com/archives/004388.html Arhivat în 10 iunie 2010, la Wayback Machine. Interview: Davis Guggenheim and An Inconvenient Truth by Alex Steffen, 4 May 2006